# Décalogue
Pour les articles homonymes, voir Les Dix Commandements et Décalogue (homonymie).

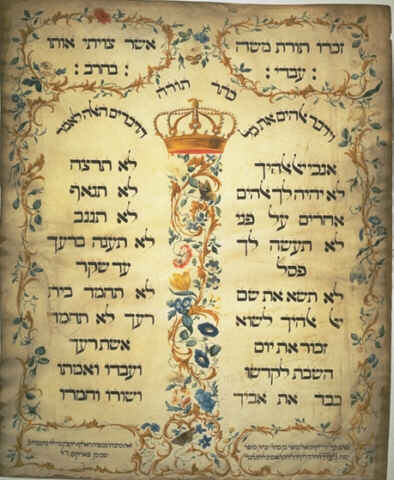
Le Décalogue en hébreu sur un parchemin de Jekuthiel Sofer (1768), synagogue portugaise d'Amsterdam.

Le Décalogue (en hébreu : עֲשֶׂרֶת הַדִּבְּרוֹת, Assereth ha-Dibroth ; en arabe : الوصايا العشر, alwasāyā al'ashr ; en latin : Decalogus ; en grec ancien : δεκάλογος / dekálogos ; en russe : декалог, dekalog; en turc : On Emir) — les Dix Paroles pour le judaïsme, traduit par les Dix Commandements pour le christianisme — est un court ensemble écrit d'instructions morales et religieuses reçues, selon les traditions bibliques, de Dieu par Moïse au mont Sinaï.
Dans la Torah, il est écrit que la transmission de ces instructions morales sous la forme de tables gravées provient « du doigt de Dieu ». La Bible parle de « dix paroles » (Ex 34:28 ; Dt 4:13), ce que la version des Septante rend par le mot δεκάλογος / dekálogos, d'où le terme français de « Décalogue ».

## Récit biblique

### Les deux énoncés du Décalogue

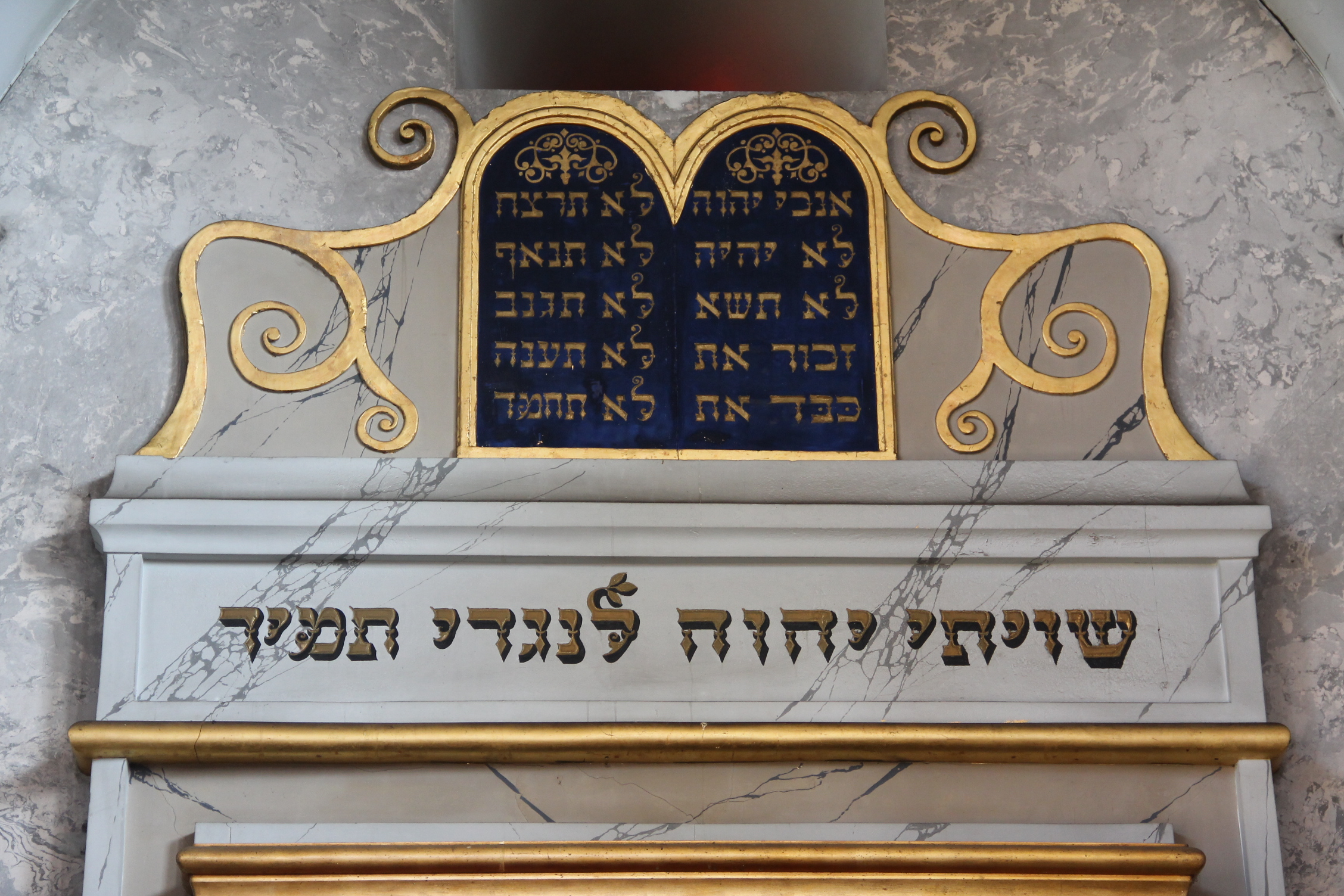
Les Tables de la Loi, synagogue de Brumath.

Ces instructions sont données deux fois dans le Pentateuque (la Torah) : dans le Livre de l'Exode (Ex 20,2-17), et dans le Deutéronome (Dt 5,6-21). Des différences mineures existent entre ces deux textes.

#### Livre de l'Exode
Texte de l'Exode (20:2-17) dans la traduction de Louis Segond (1910) suivie, en italique, de la traduction du Rabbinat (1899).
| 20.2  | Je suis l'Éternel, ton Dieu, qui t'ai fait sortir du pays d'Égypte, de la maison de servitude. Je suis l'Éternel, ton Dieu, qui t'ai fait sortir du pays d'Égypte, d'une maison d'esclavage. |
| 20.3  | Tu n'auras pas d'autres dieux face à moi. Tu n'auras point d'autre dieu que moi. |
| 20.4  | Tu ne te feras point d'image taillée, ni de représentation quelconque des choses qui sont en haut dans les cieux, qui sont en bas sur la terre, et qui sont dans les eaux plus bas que la terre. Tu ne te feras point d'idole, ni une image quelconque de ce qui est en haut dans le ciel, ou en bas sur la terre, ou dans les eaux au-dessous de la terre. |
| 20.5  | Tu ne te prosterneras pas devant elles, et tu ne les serviras point ; car moi, l'Éternel, ton Dieu, je suis un Dieu jaloux, qui punit l'iniquité des pères sur les enfants jusqu'à la troisième et la quatrième génération de ceux qui me haïssent. Tu ne te prosterneras point devant elles, tu ne les adoreras point ; car moi, l'Éternel, ton Dieu, je suis un Dieu jaloux, qui poursuis le crime des pères sur les enfants jusqu'à la troisième et à la quatrième générations, pour ceux qui m'offensent ; |
| 20.6  | et qui fais miséricorde jusqu'en mille générations à ceux qui m'aiment et qui gardent mes commandements. et qui étends ma bienveillance à la millième, pour ceux qui m'aiment et gardent mes commandements. |
| 20.7  | Tu n'invoqueras point le nom de l'Éternel, ton Dieu, en vain ; car l'Éternel ne laissera point impuni celui qui invoque son nom en vain. Tu n'invoqueras point le nom de l'Éternel ton Dieu à l'appui du mensonge ; car l'Éternel ne laisse pas impuni celui qui invoque son nom pour le mensonge. |
| 20.8  | Souviens-toi du jour du repos, pour le sanctifier. Pense au jour du Sabbat pour le sanctifier. |
| 20.9  | Tu travailleras six jours, et tu feras tout ton ouvrage. Durant six jours tu travailleras et t'occuperas de toutes tes affaires, |
| 20.10 | Mais le septième jour est le jour du repos de l'Éternel, ton Dieu : tu ne feras aucun ouvrage, ni toi, ni ton fils, ni ta fille, ni ton serviteur, ni ta servante, ni ton bétail, ni l'étranger qui est dans tes portes. mais le septième jour est la trêve de l'Éternel ton Dieu : tu n'y feras aucun travail, toi, ton fils ni ta fille, ton esclave mâle ou femelle, ton bétail, ni l'étranger qui est dans tes murs.                                                                                       |
| 20.11 | Car en six jours l'Éternel a fait les cieux, la terre et la mer, et tout ce qui y est contenu, et il s'est reposé le septième jour : C'est pourquoi l'Éternel a béni le jour du repos et l'a sanctifié. Car en six jours l'Éternel a fait le ciel, la terre, la mer et tout ce qu'ils renferment et il s'est reposé le septième jour ; c'est pourquoi l'Éternel a béni le jour du Sabbat et l'a sanctifié. |
| 20.12 | Honore ton père et ta mère, afin que tes jours se prolongent dans le pays que l'Éternel, ton Dieu, te donne. Honore ton père et ta mère, afin que tes jours se prolongent sur la terre que l'Éternel ton Dieu t'accordera. |
| 20.13 | Tu ne tueras point. Ne commets point d'homicide. |
| 20.14 | Tu ne commettras point d'adultère. Ne commets point d'adultère. |
| 20.15 | Tu ne déroberas point. Ne commets point de larcin. |
| 20.16 | Tu ne porteras point de faux témoignage contre ton prochain. Ne rends point contre ton prochain un faux témoignage. |
| 20.17 | Tu ne convoiteras point la maison de ton prochain ; tu ne convoiteras point la femme de ton prochain, ni son serviteur, ni sa servante, ni son bœuf, ni son âne, ni aucune chose qui appartienne à ton prochain. Ne convoite pas la maison de ton prochain ; ne convoite pas la femme de ton prochain, son esclave ni sa servante, son bœuf ni son âne, ni rien de ce qui est à ton prochain. |

#### Deutéronome

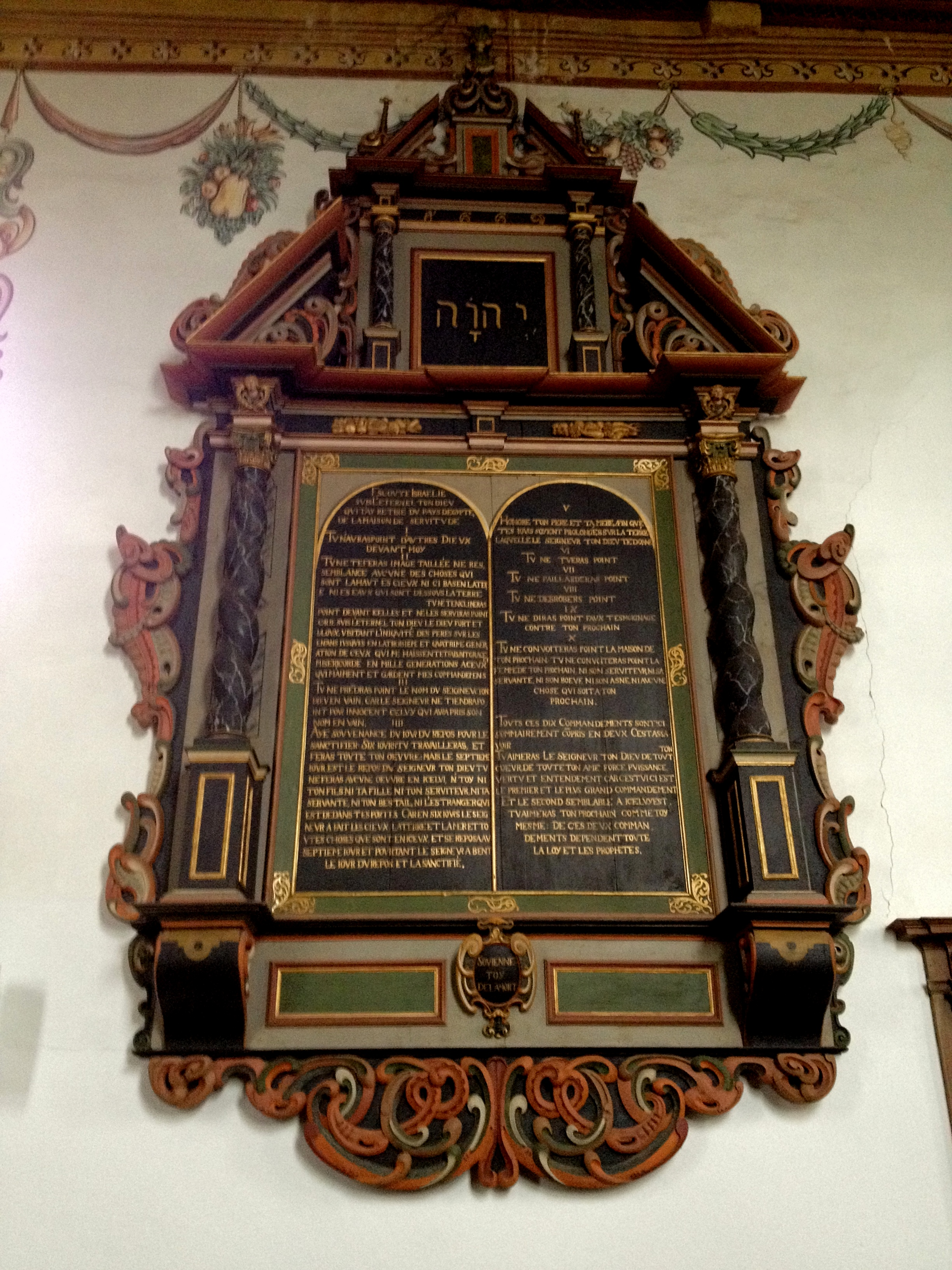
Décalogue, dans l'église réformée de Gléresse, Suisse.

Le second énoncé, en Dt 5:6–21, est presque identique. Une différence bien connue concerne le commandement sur le Chabbat. Dans l'Exode, il est écrit « souviens-toi (zakhor) du jour du Chabbat » et dans le Deutéronome « observe », ou « garde » (chamor) le jour du chabbat ». La tradition, rappelée à chaque entrée de chabbat, à l'office du vendredi soir, dans le Lekha Dodi, veut que les deux mots aient été prononcés en même temps.
Sept commandements sur dix commencent par la négation « lo », ne pas. Seuls les premier (Je suis l'Éternel), quatrième (Souviens-toi du sabbat) et cinquième (Honore ton père et ta mère) sont positifs.
Le texte du Deutéronome est, selon la traduction de Louis Segond, le suivant (Dt 5,6-21) :
| 5.6  | Je suis l’Éternel, ton Dieu, qui t’ai fait sortir du pays d’Égypte, de la maison de servitude. |
| 5.7  | Tu n’auras point d’autres dieux devant ma face. |
| 5.8  | Tu ne te feras point d’image taillée, de représentation quelconque des choses qui sont en haut dans les cieux, qui sont en bas sur la terre, et qui sont dans les eaux plus bas que la terre. |
| 5.9  | Tu ne te prosterneras point devant elles, et tu ne les serviras point ; car moi, l’Éternel, ton Dieu, je suis un Dieu jaloux, qui punis l’iniquité des pères sur les enfants jusqu’à la troisième et à la quatrième génération de ceux qui me haïssent,                                                                 |
| 5.10 | et qui fais miséricorde jusqu’en mille générations à ceux qui m’aiment et qui gardent mes commandements. |
| 5.11 | Tu ne prendras point le nom de l’Éternel, ton Dieu, en vain ; car l’Éternel ne laissera point impuni celui qui prendra son nom en vain. |
| 5.12 | Observe le jour du repos, pour le sanctifier, comme l’Éternel, ton Dieu, te l’a ordonné. |
| 5.13 | Tu travailleras six jours, et tu feras tout ton ouvrage. |
| 5.14 | Mais le septième jour est le jour du repos de l’Éternel, ton Dieu : tu ne feras aucun ouvrage, ni toi, ni ton fils, ni ta fille, ni ton serviteur, ni ta servante, ni ton bœuf, ni ton âne, ni aucune de tes bêtes, ni l’étranger qui est dans tes portes, afin que ton serviteur et ta servante se reposent comme toi. |
| 5.15 | Tu te souviendras que tu as été esclave au pays d’Égypte, et que l’Éternel, ton Dieu, t’en a fait sortir à main forte et à bras étendu : c’est pourquoi l’Éternel, ton Dieu, t’a ordonné d’observer le jour du repos.                                                                                                   |
| 5.16 | Honore ton père et ta mère, comme l’Éternel, ton Dieu, te l’a ordonné, afin que tes jours se prolongent et que tu sois heureux dans le pays que l’Éternel, ton Dieu, te donne. |
| 5.17 | Tu ne tueras point. |
| 5.18 | Tu ne commettras point d’adultère. |
| 5.19 | Tu ne déroberas point. |
| 5.20 | Tu ne porteras point de faux témoignage contre ton prochain. |
| 5.21 | Tu ne convoiteras point la femme de ton prochain ; tu ne désireras point la maison de ton prochain, ni son champ, ni son serviteur, ni sa servante, ni son bœuf, ni son âne, ni aucune chose qui appartienne à ton prochain.                                                                                            |

### La version des Samaritains
Les dix commandements de la Torah samaritaine intègrent en dixième commandement le respect du mont Garizim comme centre du culte.
Les deux versions des dix commandements existant dans le Tanakh hébraïque (celle du Livre de l'Exode et celle du Deutéronome) ont été uniformisées.
Afin de conserver le nombre des commandements (dix), le 1er commandement juif (« Je suis l'Éternel (Ado-nāï), ton Dieu, qui t'ai fait sortir du pays d'Égypte, de la maison de servitude ») est considéré comme une simple présentation, le premier commandement samaritain étant donc le second commandement juif : « Tu n'auras pas d'autres dieux devant ma face ». Pour les Samaritains, « les sages juifs ont fait de la présentation un commandement pour maintenir le nombre de ceux-ci à dix (le nombre de commandements est mentionné dans l'Exode, 34.28), après qu'ils ont corrigé leur version en en retirant le dixième » relatif au mont Garizim.

## Judaïsme

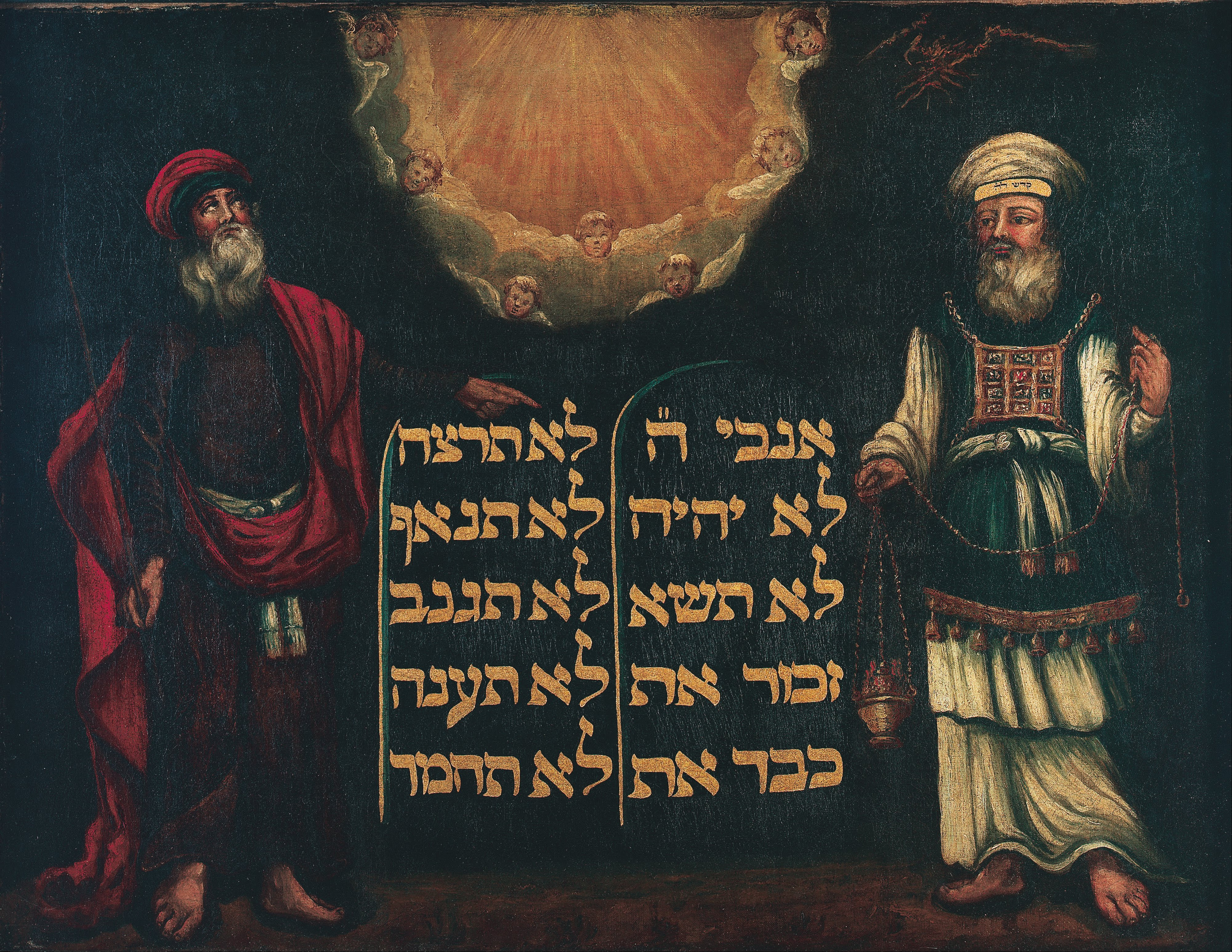
Moïse et Aaron tenant les Tables de la Loi, anon., 1692, Musée juif de Londres

À la fin du Ier siècle, dans les Antiquités judaïques, Flavius Josèphe résume ainsi les Dix Paroles :

« Tous entendent une voix venue d'en haut, elle leur parvient à tous, de manière qu'ils ne perdent aucune de ces dix paroles que Moïse a laissées écrites sur les deux tables. Ces paroles, il ne nous est plus permis de les dire explicitement, en toutes lettres, mais nous en indiquerons le sens.
La première parole nous enseigne que Dieu est Un, qu'il ne faut vénérer que lui seul. La deuxième nous commande de ne faire aucune image d'animal pour l'adorer, la troisième de ne pas invoquer Dieu en vain, la quatrième d'observer chaque septième jour en nous abstenant de tout travail, la cinquième d'honorer nos parents, la sixième de nous garder du meurtre, la septième de ne point commettre d'adultère, la huitième de ne point voler, la neuvième de ne pas rendre de faux témoignages, la dixième de ne rien convoiter qui appartienne à autrui. »

Dans la représentation habituelle des Tables de la Loi des synagogues, les cinq premiers commandements sont en général présentés de haut en bas sur la table de droite, les commandements 6 à 10 sur celle de gauche. On les symbolise souvent par leurs deux premiers mots hébreux, en observant que les commandements 6, 7 et 8 n'ont que deux mots.

### Lecture des Dix Paroles
Les Dix Paroles étant deux fois écrites dans la Torah, elles appartiennent à deux sections hebdomadaires (parachioth) distinctes, Yitro et Va'et'hanan, et sont donc lues à l'office synagogal lorsque viennent les semaines de lecture de ces deux parachioth. Elles sont aussi énoncées lors de l'office de Chavouoth, fête qui célèbre depuis les temps rabbiniques le don de la Torah sur le mont Sinaï. Une controverse a parfois été soulevée quant à savoir si les fidèles doivent se lever ou non durant la lecture des Dix Paroles Cela pourrait signifier que les fidèles accordent une plus grande importance à ces Dix Paroles qu'au reste de la Torah. Aussi, souvent est-ce le rabbin et non le hazan ni un fidèle qui lit les Dix Paroles. Ainsi, l'assemblée se lève en signe de respect pour le rabbin et non pour montrer la supériorité des Dix Paroles sur le reste de la Torah.
De même, il est attesté que dans les temps pré-talmudiques, l'usage était d'énoncer quotidiennement les Dix Paroles dans la prière quotidienne. Toutefois, cet usage a été interdit de peur que des hérétiques disent que seules ces Dix Paroles (et non la Torah tout entière) ont été données à Moïse.

## Christianisme

### Christianisme ancien
Même s'il reste des incertitudes sur le rôle que les Dix Commandements ont joué dans le christianisme primitif, il semble qu'ils étaient récités au cours de certains offices et utilisés dans l'instruction religieuse car ils étaient considérés comme un résumé de la Loi de Dieu.

### Catholicisme

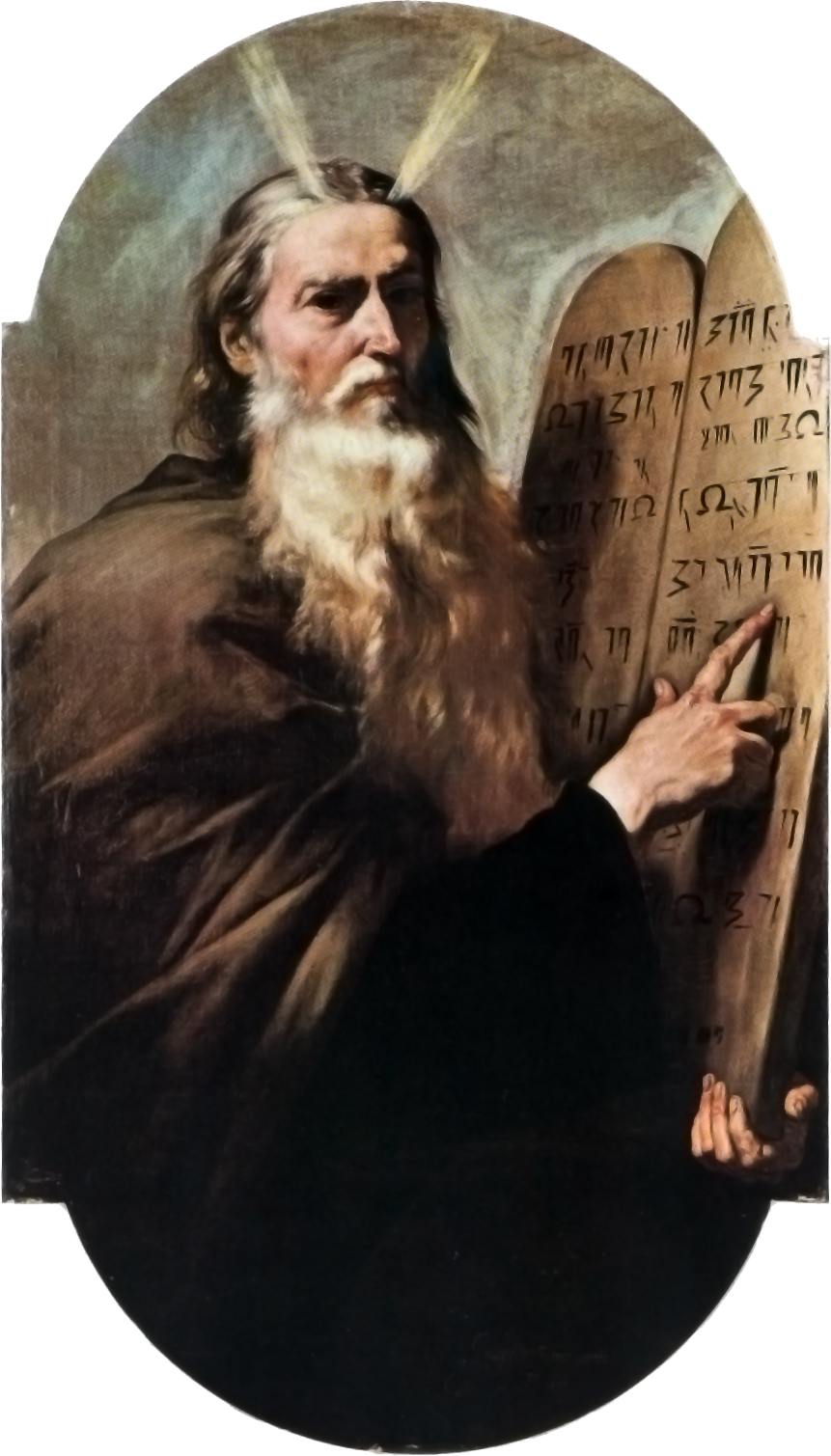
Moïse tenant les Tables de la Loi, par José Ribera (1638).

Le Catéchisme de l'Église catholique reprend la tradition de l’Ancien Testament en enseignant tout aussi bien la version de l'Exode, 20, 2–17 que celle issue du Deutéronome, 5, 6–21. Seuls les troisième, quatrième et dixième commandements diffèrent légèrement sur la forme mais impliquent exactement la même chose.
Les Dix Commandements font partie des règles qui n'ont pas changé avec l'avènement de la Nouvelle Alliance apportée par le Christ. Le quatrième commandement fait l'objet de précisions car mal mis en pratique (Matthieu 12:8, Colossiens 2:16, Marc 2:27 et 28).
1. Tu aimeras Dieu par-dessus tout.
2. Tu ne prononceras pas le nom de Dieu en vain.
3. Tu sanctifieras les fêtes.
4. Tu honoreras ton père et ta mère.
5. Tu ne tueras pas.
6. Tu ne commettras pas d'actes impurs.
7. Tu ne voleras pas.
8. Tu ne porteras pas de faux témoignage ni ne mentiras.
9. Tu ne te laisseras pas aller à des pensées ou des désirs impurs.
10. Tu ne convoiteras pas la propriété d'un autre.

L'Église catholique souligne que le Décalogue « se comprend d’abord dans le contexte de l’Exode qui est le grand événement libérateur de Dieu au centre de l’Ancienne Alliance ». Ces « dix paroles » permettent aux hommes de construire une vie libérée de l'esclavage, selon le précepte fondamental de l'amour de Dieu et du prochain. Le Décalogue (la Loi) définit une éthique parallèle aux Béatitudes du Sermon sur la montagne (la promesse), ces deux enseignements étant complémentaires l'un de l'autre, et non pas opposés.
Le théologien et exégète Paul Beauchamp note que le Décalogue accorde une grande importance aux commandements négatifs, puis ajoute : « Mais tout change si l'on comprend que dire ce qu'il faut faire emprisonne plus que dire ce qu'il ne faut pas faire. En lisant le Décalogue, on entend ce que Dieu interdit. Mais l'autre face, corrélative de la première, c'est le fait que Dieu n'oblige pas. Que ne pas faire ? Ces violences qui s'appellent meurtre, adultère, vol, faux témoignage. Par elles, tu prives autrui et te prives toi-même de liberté […]. Les interdits du Décalogue font le vide devant un espace où Dieu ne demande rien. Il ne demande même pas d'être adoré. Et pourtant, l'espace qui s'ouvre ainsi est un espace d'adoration, un appel silencieux vers le don de soi à Dieu ».

### Protestantisme
Les protestants accordent une grande importance aux dix commandements, considérant d'une part qu'ils occupent une place centrale dans l'Ancien Testament et d'autre part que Jésus s'est abondamment appuyé sur eux, les commentant et les actualisant, notamment dans son Sermon sur la montagne (évangile selon Matthieu, chapitre 5, évangile selon Marc, chapitre 10). Les protestants regroupent en deux sous-ensembles les dix commandements, les quatre premiers étant relatifs à notre relation à Dieu, et les six suivants s'intéressant à notre relation au prochain.
Les catéchismes inspirés par la Réforme protestante commentent et expliquent les dix commandements, qu'ils considèrent comme des éléments fondamentaux de la foi chrétienne ; c’est le cas des catéchismes rédigés par Luther (notamment le Petit Catéchisme, 1529) ou Calvin (« le catéchisme de Genève », 1541), ou par d’autres comme le Catéchisme de Heidelberg (1563).
Les protestants s'appuient sur les traductions des textes de l'Exode et du Deutéronome, comme les catholiques.

## Datation
Les archéologues Israël Finkelstein et Neil Asher Silberman soutiennent que « la composition étonnante s'assembla… au septième siècle avant notre ère ». Une date plus tardive (après 586 avant notre ère) est suggérée par David H. Aaron.